# Acord de sèptima
En música, un acord de sèptima es forma afegint una tercera superior a un acord tríada. Aquesta nota afegida forma un interval de sèptima amb la fonamental de l'acord i per això s'anomenen acords de sèptima. Pel fet de ser acords de 4 notes també s'anomenen acords quatríades. Tots els acords de sèptima es consideren dissonants, ja que l'interval de sèptima que contenen es considera també un interval dissonant.

## Classificació dels acords de sèptima
Segons com siguin els intervals que formen les diferents notes de l'acord respecte de la fonamental s'obtenen diferents tipus d'acords quatríades o de sèptima. Els més habituals són: 7ª Dominant · 7a. major · 7a. menor ·7a disminuïda · 7a major i menor i 7a augmentada major

## Acord de sèptima de dominant

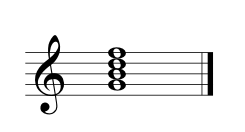
Acord de 7a. de dominant sobre la nota sol

Un acord de sèptima de dominant, també anomenat de primera espècie, és el que està compost per una tercera major, una quinta justa i una sèptima menor. També es pot veure com una tríada major amb una sèptima menor addicional.
De tots els acords de sèptima, potser el més important d'entendre és el de dominant. Va ser el primer acord de sèptima a aparèixer regularment en la música clàssica. Reb el seu nom pel fet que en el sistema tonal clàssic, es forma sobre del V grau o dominant de la tonalitat, tant major com menor.
L'acord de sèptima de dominant es pot trobar sobre qualsevol altre grau de l'escala fent funcions de dominant secundària.
En terminologia jazzística se'l coneix simplement com a "sèptima" i la forma habitual de xifrar-lo és posant un 7 després del nom de la nota, o bé la lletra que simbolitza aquesta nota.

## Acord de sèptima major

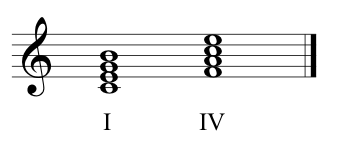
Acords de 7a major en do major

Un acord de sèptima major és el que està compost per una tercera major, una quinta justa i una sèptima major En terminologia jazzística se'l coneix com a "major sèptima" i la forma habitual de xifrar-lo és maj7 o bé M7. També se'l coneix amb el nom de 4a espècie.

### Taula d'acords de sèptima major
| Nom de l'acord/ fonamental | tercera | quinta | sèptima |
| La♭                        | Do      | Mi♭    | Sol     |
| La                         | Do#     | Mi     | Sol#    |
| Si♭                        | Re      | Fa     | La      |
| Si                         | Re#     | Fa#    | La#     |
| Do                         | Mi      | Sol    | Si      |
| Do#                        | Mi#     | Sol#   | Si#     |
| Re♭                        | Fa      | La♭    | Do      |
| Re                         | Fa#     | La     | Do#     |
| Mi♭                        | Sol     | Si♭    | Re      |
| Mi                         | Sol#    | Si     | Re#     |
| Fa                         | La      | Do     | Mi      |
| Fa#                        | La#     | Do#    | Mi#     |
| Sol♭                       | Si♭     | Re♭    | Fa      |
| Sol                        | Si      | Re     | Fa#     |

## Acord de sèptima menor

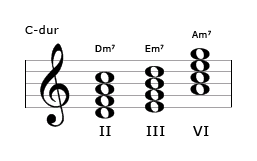
Acords de sèptima de menor

Un acord de sèptima menor és el que està compost per una tercera menor, una quinta justa i una sèptima menor En terminologia jazzística se'l coneix com a "menor sèptima" i la forma habitual de xifrar-lo és min7 o bé m7.

### Taula d'acords de sèptima menor
| Nom de l'acord/ fonamental | tercera | quinta | sèptima |
| La                         | Do      | Mi     | Sol     |
| Si                         | Re      | Fa#    | La      |
| Do                         | Mi♭     | Sol    | Si♭     |
| Re                         | Fa      | La     | Do      |
| Mi                         | Sol     | Si     | Re      |
| Fa                         | La♭     | Do     | Mi♭     |
| Sol                        | Si♭     | Re     | Fa      |